# گوزد (شهرستان رادوم)
گوزد (به لاتین: Gózd) یک روستا در لهستان است که در گمینا گوزد واقع شده‌است. گوزد ۸۰۰ نفر جمعیت دارد.